# Pier Andrea Mattioli
Pietro Andrea Gregorio Mattioli, ou Matthiolus (Siena, 12 de março de 1501 – Trento, 1578) foi um médico e botânico italiano do Renascimento. Foi o tradutor mais destacado das obras de Dioscórides durante a época renascentista.

## Vida
Filho de Francesco Mattioli, um médico, e de Lucrezia Buoninsegni. Depois de a sua família ter-se mudado para Veneza, onde o seu pai praticava medicina, Mattioli foi enviado para Pádua e começou o estudo em Grego e Latim, astronomia, geometria e filosofia. Rapidamente desenvolveu um interesse por medicina e história natural, acabando por se formar em medicina pela Universidade de Pádua em 1523.
Por volta de 1520, depois da morte de seu pai, Mattioli mudou-se para Roma, praticando medicina no hospital do Santo Espírito. Simultaneamente manteve o interesse pela história natural e botânica, fazendo observações de herbários e plantas. Depois de Roma ter sido tomada de assalto em 1527, Mattioli mudou-se para Trento.
Em Trentino (1528) casou com uma jovem chamada Elisabetta; em 1545 tiveram um filho, Paolo (Pavolino), que morreu durante a infância. Durante a sua estadia em Trentino, tornou-se amigo íntimo, conselheiro e médico do Cardeal Bernardo Clesio, bispo de Trento, que teve Mattioli em grande consideração.
Em 1554 Mattioli foi chamado a Praga, onde serviu primeiramente Ferdinand I e posteriormente Maximilian II.
Depois da morte da primeira mulher (1557), Mattioli casou com Girolama di Varmo, de uma nobre família; tiveram dois filhos, Ferdinando e Massimiliano.
Em 1570 casou pela terceira vez com Susanna Cherubina, de Trentino, de quem teve três filhos – Pietro Andrea, Lucrezia e Eufemia.
Em 1577 morreu em Trento, vítima da peste.

## Principal Obra
A principal obra de Mattioli intitula-se Commentarii, in libros sex Pedacii Dioscoridis anazarbei, De medica matéria. Adjectis quam plurimis plantarum et animalium imaginibus, eodem authore , editada em Veneza (1554). Esta foi a primeira tradução de Dioscórides que Mattioli fez em Latim. Esta edição encontrava-se enriquecida por sinónimos em várias línguas, e acompanhada por numerosas ilustrações que facilitavam a identificação dos Simples de Dioscórides. A partir deste momento, o nome de Mattioli manteve-se sempre relacionado com o de Dioscórides.
O sucesso deste livro foi imenso e estima-se que tenham sido impressos 32 000 exemplares dos seus Commentários em sessenta versões.
Na base da obra de Mattioli estavam novas informações, derivadas da sua própria observação de herbários e de plantas, mas também informação obtida por outros autores. Muitas das ilustrações eram reproduções dos seus próprios desenhos ou de desenhos de outros autores.
Do ponto de vista científico, o trabalho de Mattioli nem sempre foi bem aceite, uma vez que, afirmavam que este estudava prioritariamente os efeitos medicinais das plantas e só posteriormente as suas características morfológicas. Certamente que o interesse de Mattioli na botânica não era primário mas procedeu ao seu interesse na terapia, e foi a medicina que o levou à observação da natureza.

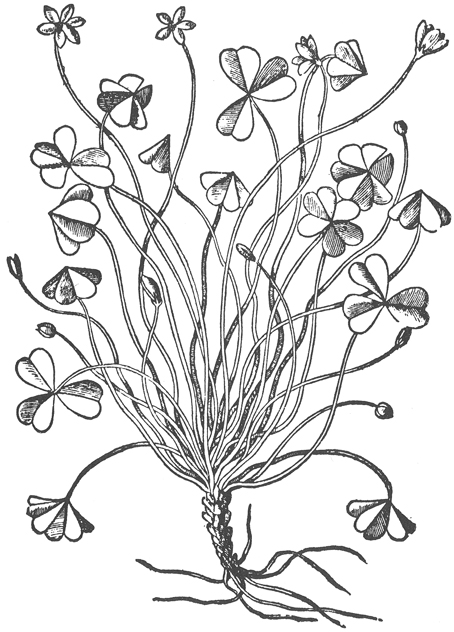
Illustração de Trifolium acetosum actualmente Oxalis dos s Commentarii... de Mattioli.

## Publicações
- 1530 Publicou em Bolonha De morbi gallici curandi ratione;
- 1539 Publicou em Veneza Magno palazzo del cardinale di Trento;
- 1544 Publicou Di Pedacio Dioscoride anazarbeo libri cinque;
- 1544 Publicou em Veneza uma versão italiana de Dioscórides, intitulada Di Pedacio Dioscoride anazarbeo libri cinque. Dell’historia, et matéria medicinale tradotti in língua volgare italiana da M. Pietro Andrea Mathiolo Sanese medico. Con amplissimi discorsi, et comenti, et doctissime annotationi, et censure del medesimo interprete…;
- 1548 Publicou em Veneza Geografia di Claudio Ptolemeo Alessandrino;
- 1554 Publicou em Veneza uma versão em Latim de Dioscórides, intitulada Commentarii, in libros sex Pedacii Dioscoridis anazarbei, De medica matéria. Adjectis quam plurimis plantarum et animalium imaginibus, eodem authore;
- 1558 Publicou em Veneza Apologia adversus Amathum Lusitanum cum censura in eiusdem enarrationes;
- 1558 Publicou em Praga Epistola de bulbocastaneo…;
- 1561 Publicou em Praga Epistolarum medicinalium libri quinque.